# نبیل عماد
نبیل عماد (عربی: نبيل عماد؛ زادهٔ ۶ آوریل ۱۹۹۶) بازیکن فوتبال اهل مصر است.
از باشگاه‌هایی که در آن بازی کرده‌است می‌توان به باشگاه فوتبال اهرام سبورت اشاره کرد.
وی همچنین در تیم ملی فوتبال مصر بازی کرده‌است.